# 悪女の招待状
悪女の招待状（あくじょのしょうたいじょう）は、1982年7月26日から9月27日まで、テレビ朝日系で放送されたサスペンスタッチのテレビドラマ。「月曜劇場」（「ポーラ名作劇場」の後身）の最終作。

## 概要
手術の医療ミスで、夫・幸一を失った平凡な妻・正子が「悪女」に変身し、財産を投げ打ち病院へ復讐を企てる。

### ストーリー
土曜日の午後、テニスを楽しんでいた幸一・正子夫妻であったが、幸一が突然腹痛を訴えて、病院を訪ね回るが、何処も休診。やっと私立の武藤病院を見つけるが外科医が不在、止むを得ず代わりの内科医が盲腸の手術をするが、麻酔が途中で切れ、術後に幸一の容態が悪化し、幸一は急死する。幸一の葬式の時に「司法解剖をした方がいい」と謎の電話が正子に入る。果たしてメスを握ったのは誰なのか？正子は歪な権力で運営する武藤病院を相手に孤独な復讐を展開する。

### 作風・キャスト
「白い巨塔」と「白い影」のオマージュをこめた作風であり、医療ミスや病院の歪な経営と複雑な人間関係・葛藤・嫉妬を描いた作品。正子に十朱幸代・幸一に長谷川哲夫・内科医に田村正和・武藤病院の院長に金子信雄等の有名俳優を抜擢した。また、主題歌を十朱自身が歌っている。本放送終了後の再放送・ソフト化・オンデマンド配信はされていない。

### 放送時間
- 毎週月曜日 22:00 - 22:54

## キャスト
- 河上正子：十朱幸代
39歳。急病になった夫は手術後亡くなる。しかしその死因に「夫は殺された」と疑いを持ち、バンケットガールとして働き始め自立。そして夫を殺したと疑う犯人を捜し、復讐を誓う。
- 河上幸一：長谷川哲夫 - 正子の夫
- 佐伯洋司：田村正和
武藤病院の内科医。妻を亡くしており、その妻は院長の娘。幸一の手術に立ち会った時にミスを目撃するが、院長に恩義を持っていることから、正子の追求をかわし続ける。
- 山南：中村伸郎
- 武藤大蔵：金子信雄
武藤病院院長。一代で大病院を築いた。正子から憎しみを持たれ追求を受けるが、あらゆる手段を以ってそれを排除し続ける。
- 武藤大輔：三波豊和
大蔵の息子で後継者。家の資金と父のコネ・権力もあって、三流ながら医科大学を卒業。しかし医師の国家試験に5回も不合格、結局医師の免許のないまま手術に関わり、ミスを犯すが平然としている。
- 武藤八重：加藤治子
大蔵の妻で看護婦。夫と共に病院の構築に励んで来たが、近年は夫の女遊びが元で夫の関係は冷めている。息子には病院の世間体を気にしている。
- 雨宮妙子：梶芽衣子
看護婦で、幸一の手術の目撃者の一人。かつては大蔵と関係を持っていたが、その後佐伯の愛人となり、佐伯を守って正子と対立する。
- 河上志乃：北城真記子 - 幸一の母
- 河上浩：秋永和彦 - 正子の息子
- 佐伯陽子：関かおり
- 外科医松井：鹿内孝
- 弁護士菊地：中尾彬
- 塩見庄平:火野正平
- 松井の愛人るみ子：高沢順子
- 樋口和美：美保純
- 阿部乃里子：秋元めぐみ
- 前田：伊藤正博
- 前田清乃：根岸明美
他
（出典：[1]）

## サブタイトル
- 第1話「謎の電話は誰か?」
- 第2話「2人目の変死者」
- 第3話「身代わり医師の情婦」
- 第4話「華麗な正子 佐伯に大接近」
- 第5話「正子自殺を図る」
- 第6話「かくも危険な情事」
- 第7話「正子妊娠3ヶ月」
- 第8話「婦長重大告白と死」
- 第9話「大輔不正合格と死」
- 最終回「それぞれの終わり」

## スタッフ
- プロデューサー：備前島文夫
- 脚本：石松愛弘
- 演出: 久野浩平
- 音楽: 大野克夫

- 主題歌：「SHADOU　BLANKA  白い影」十朱幸代